# Cambalhota (programa de televisão)
Cambalhota foi um programa da TV Cultura exibido entre 2007 a 2009 onde as crianças mostram seus talentos, contam histórias e mandam vídeos e desenhos.

## Programas exibidos
- Castelo Rá-Tim-Bum
- Cocoricó
- Baú de Histórias (TV Rá-Tim-Bum)
- Um Menino Muito Maluquinho (TV Cultura)
- Teatro Rá-Tim-Bum (2007)

## Horário
- Domingo: Ao Meio dia
- Sábado: Às 17 horas (reprise)